# 그것 (영화)
《그것》(영어: It)은 2017년 미국의 초자연 공포 영화이다. 부제는 루저 클럽(Chapter One - The Losers' Club). 스티븐 킹의 1986년작 동명 소설이 원작으로, 앤디 무스키에티 감독이 연출하고 체이스 파머, 캐리 후쿠나가, 게리 도버먼이 각색했다. 제이든 마텔이 주인공 소년, 빌 스카르스고르드가 광대 역을 연기한다.
속편 《그것: 두 번째 이야기》(2019)로 이어진다.

## 출연
- 제이든 마텔 - 빌 덴브러 역
- 빌 스카르스고르드 - 그것 / 춤추는 광대 페니와이즈 역
- 제러미 레이 테일러 - 벤저민 "벤" 핸즈컴 역
- 소피아 릴리스 - 베벌리 "베브" 마시 역
- 핀 울프하드 - 리처드 "리치" 토저 역
- 잭 딜런 그레이저 - 에드워드 "에디" 캐스프브랙 역
- 와이엇 올레프 - 스탠리 "스탠" 유리스 역
- 초즌 제이컵스 - 마이클 "마이크" 헨런 역
- 니컬러스 해밀턴 - 헨리 바워스 역
- 잭슨 로버트 스콧 - 조지 덴브러 역
- 오언 티그 - 패트릭 혹스테터 역
- 로건 톰프슨 - 빅터 "빅" 크리스 역
- 제이크 심 - 레지널드 "벨치" 허긴스 역
- 하비에르 보테트 - 부랑자 역
- 스티븐 윌리엄스 - 리로이 역
- 제프리 파운셋 - 잭 덴브로 역
- 핍 드와이어 - 샤론 덴브로 역
- 아리 코언 - 랍비 유리스 역
- 스튜어트 휴스 - 오스카 "부치" 바워스 경관 역
- 메건 샤판티에이 - 그레타 보이 역
- 몰리 앳킨슨 - 소니아 캐스프브랙 역
- 엘리자베스 손더스 - 스타렛 부인 역
- 조 보스틱 - 킨 씨 역
- 앤서니 얼크 - 조 역

## 시청 등급
- 대한민국: 15세 이상 관람가